# Esmoler-mor do Reino

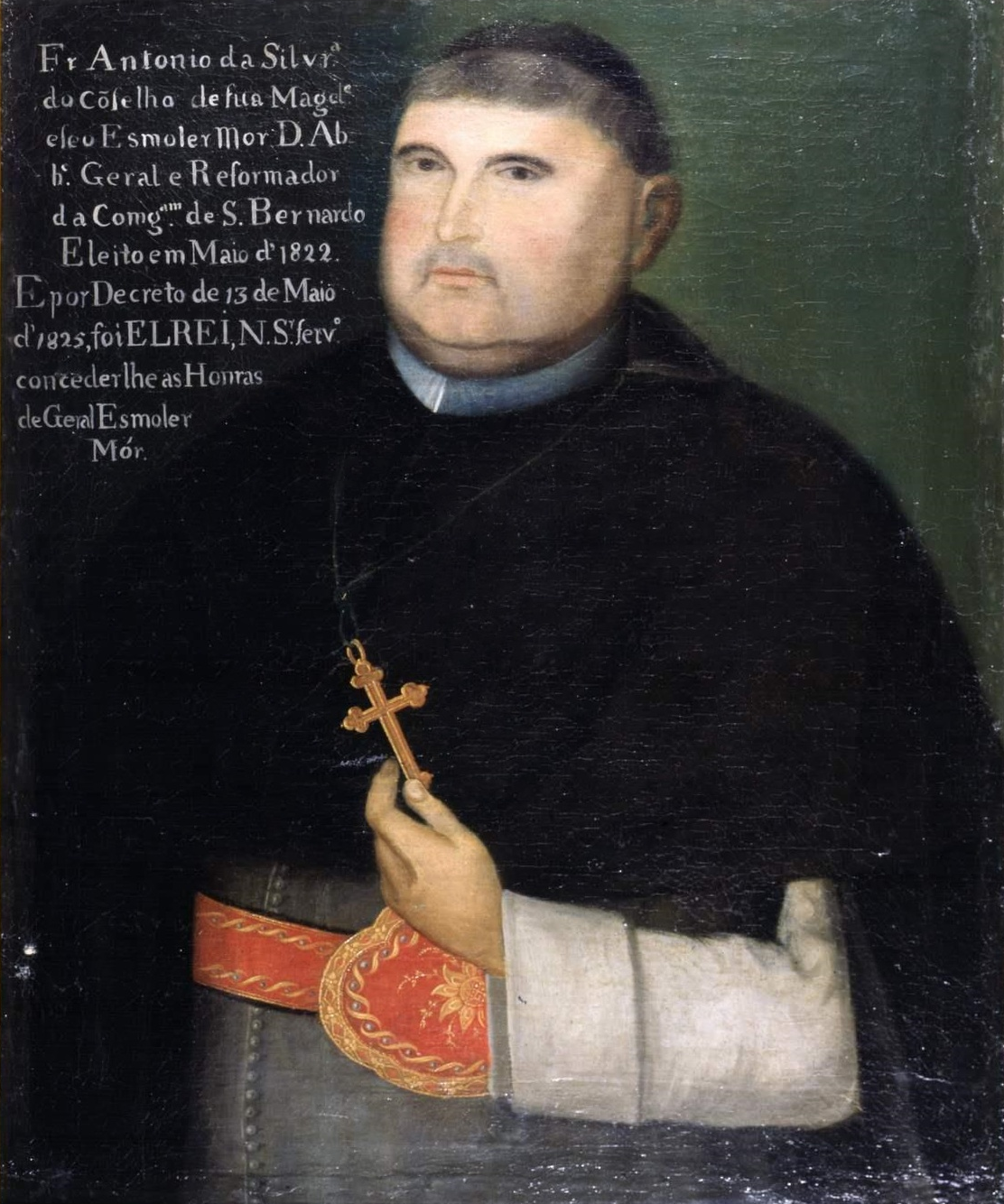
Retrato de Frei António da Silveira, esmoler-mor nomeado por D. João VI em 1825; atente-se na representação da bolsa das esmolas

Esmoler-Mor do Reino é o título exacto correspondente a um cargo oficial na corte dos reis de Portugal, reservado a eclesiásticos, com funções de supervisionar todas as acções caritativas e esmolas que cabiam aos soberanos.
Teria como insígnia uma bolsa de prata.
Outras grandes casas senhoriais portuguesas, assim como, os grandes conventos e mosteiros, tinham também os seus esmoleres, sendo necessário portanto identificar coloquialmente de que esmoler se tratava em concreto, ao referi-lo. 
O Esmoler-Mor, como todos os outros ofícios da Corte portuguesa ou oficiais-mores, dispunha de pessoal habilitado que dirigia o expediente, sob a alçada dum Esmoler-Menor, estando geralmente sempre presente nas grandes cerimónias de função da Monarquia Portuguesa, e por vezes intervindo na vida política.
Noutras cortes europeias existiram cargos análogos.

## História dos esmoleres-mores de Portugal
Os esmoleres-mores dos soberanos portugueses foram consecutivamente, por direito inerente ao cargo, cedo adquirido pelos Dom Abades de Alcobaça. O cargo é extinto depois da Guerra Civil Portuguesa, cerca de 1834, quando todas as ordens religiosas em Portugal foram nacionalizadas em bloco, e os seus bens vendidos em hasta pública pelo Governo liberal. D. Miguel I foi portanto o último rei português a ser assistido por um esmoler-mor.

## Listagem dos esmoleres-mores do Reino
- D. João de Ornelas (1381/1414)
- D. João Manuel de Ataíde
- D. Pedro de Castilho
- Francisco Leitão de Carvalho